# Radići (Sveti Lovreč)
Pour les articles homonymes, voir Radići.
Radići (en italien : Radici) est une localité de Croatie située en Istrie, dans la municipalité de Sveti Lovreč, dans le comitat d'Istrie. En 2001, la localité comptait 25 habitants.

## Démographie
| 1948 | 1953 | 1961 | 1971 | 1981 | 1991 | 2001 |
| ---- | ---- | ---- | ---- | ---- | ---- | ---- |
| 99   | 88   | 61   | 47   | 36   | 31   | 25   |